# Nuevo Acapulco
Nuevo Acapulco är en ort i Mexiko.   Den ligger i kommunen Uxpanapa och delstaten Veracruz, i den sydöstra delen av landet, 600 km öster om huvudstaden Mexico City. Nuevo Acapulco ligger 111 meter över havet och antalet invånare är 213.
Terrängen runt Nuevo Acapulco är platt, och sluttar söderut. Runt Nuevo Acapulco är det ganska glesbefolkat, med 29 invånare per kvadratkilometer. Närmaste större samhälle är Poblado 10, 10,9 km sydväst om Nuevo Acapulco. Omgivningarna runt Nuevo Acapulco är en mosaik av jordbruksmark och naturlig växtlighet.